# Nuevo San Juan Chamula
Nuevo San Juan Chamula es una localidad del estado mexicano de Chiapas. Es parte del municipio de Las Margaritas.

## Toponimia
El nombre «San Juan» hace referencia al santo patrono de la localidad: Juan el Bautista. El nombre «Chamula» proviene del término en náhuatl chamolli, guacamaya.

## Demografía
| Gráfica de evolución demográfica |
|                                  |

| Censo | Población |
| ----- | --------- |
| 1970  | 254       |
| 1980  | 471       |
| 1990  | 531       |
| 2000  | 1 361     |
| 2010  | 1 684     |
| 2020  | 2 068     |